# Logierhaus Birch

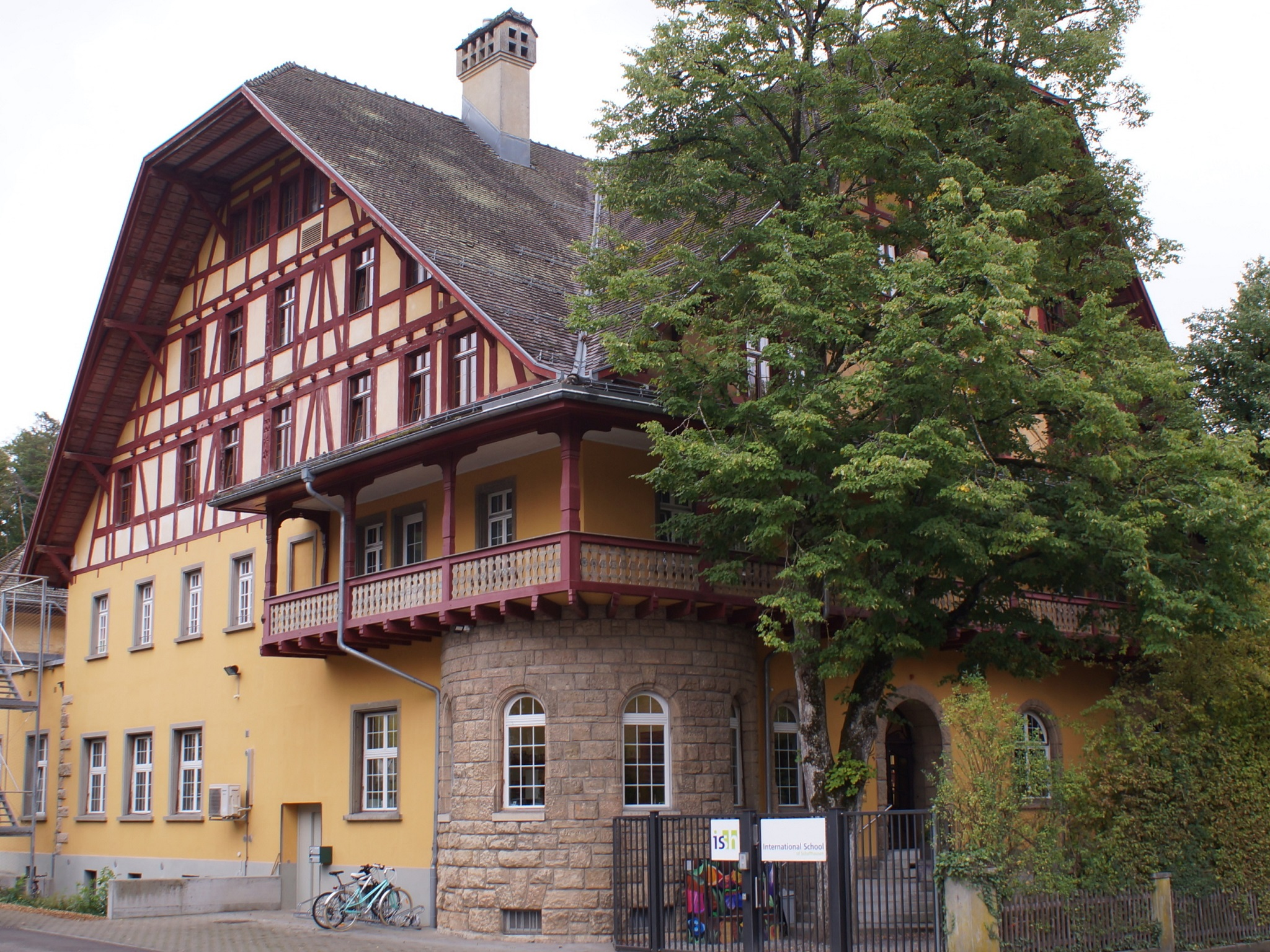
Logierhaus Birch (2020)

Das Logierhaus Birch ist ein ehemaliges Ledigenwohnheim der Georg Fischer AG (GF) in Schaffhausen. Das Gebäude im Heimatstil wurde von 1913 bis 1916 errichtet und ist im Kulturgüterschutz-Inventar der Schweiz als «Kulturgut von regionaler Bedeutung» (B-Objekt, KGS-Nr. 14511) klassifiziert. Es wird seit August 2009 als Schulgebäude der «International School of Schaffhausen» (ISSH) genutzt.

## Lage
Das Gebäude befindet sich in der Mühlentalstrasse 280 im Mühlental am Abzweig zur Siedlung «Schweizersbild». Das gesamte, auch Mülitaal genannte, Tal wird noch im 21. Jahrhundert von den ehemaligen Werksanlagen der Firma geprägt. Die benachbarten Fabrikhallen des «Stahlwerks Birch» sind mit Ausnahme kleinerer Nebengebäude abgerissen.

## Geschichte
Das Logierhaus entstand 1916 durch Umbau und Erweiterung einer unvollendeten Villa. Es diente zwischen 1916 und 1973 mehrfach als Wohnheim für ledige Arbeiter sowie als Personal- und Grosskantine des Unternehmens Georg Fischer. Im Baurecht wurde es 2008 an die «International School of Schaffhausen» abgegeben. Dazu musste die Schule in der Stadt Schaffhausen eine Volksabstimmung gewinnen.

## Beschreibung
Das Haupthaus ist ein fünfgeschossiger Bau. Die drei Dachgeschosse sind in Fachwerk ausgeführt. Die Stuckaturen und Schnitzereien im Speisesaal führte der Zürcher Bildhauer Otto Kappeler aus.

## Fussnoten
1. ↑  ISSH.ch: Erfahren Sie mehr über die Geschichte der ISSH. (abgerufen am 14. Oktober 2020)

Koordinaten: 47° 43′ 28″ N, 8° 37′ 50,7″ O; CH1903: 689441 / 286664